# Johannes Theodor Suhr
Johannes Theodor Suhr (Nyborg, 24 gennaio 1896 – Aabenraa, 10 marzo 1997) è stato un vescovo cattolico danese.

## Biografia
Johannes Theodor Suhr nacque a Nyborg, sull'isola di Fionia, in Danimarca, il 24 gennaio 1896 da Carl Emil Suhr e Laura Marie Miller.

### Formazione e ministero sacerdotale
Nel 1913, si diplomò in una scuola di Odense e poi si trasferì in Argentina dove lavorò come agricoltore. Qualche anno dopo tornò in Danimarca, dove cominciò a interrogarsi sulle domande fondamentali della vita. Durante un soggiorno a Roma, nel 1925, rimase affascinato dal cattolicesimo e il 17 gennaio 1926 venne ammesso nella Chiesa cattolica. L'anno successivo entrò nel monastero di Clervaux, nel Lussemburgo. Studiò filosofia e teologia in Lussemburgo e a Roma.
Il 1º aprile 1933 fu ordinato presbitero. Nel 1935 venne nominato priore della neo costituita abbazia di San Girolamo a Roma.

### Ministero episcopale
Il 13 dicembre 1938 papa Pio XI lo nominò vicario apostolico della Danimarca e vescovo titolare di Balecio. Suhr era molto preoccupato per la sua mancanza di esperienza pastorale. Ricevette l'ordinazione episcopale il 15 gennaio successivo dal cardinale Pietro Fumasoni Biondi, prefetto della Congregazione di Propaganda Fide, co-consacranti l'arcivescovo Celso Benigno Luigi Costantini, segretario della Congregazione di Propaganda Fide, e il vescovo titolare di Costanza di Arabia e abate ordinario di Montecassino Gregorio Diamare.
Monsignor Suhr riuscì a risolvere i gravi problemi sorti durante i difficili anni bellici e postbellici del suo episcopato. Il suo grande contatto personale contribuì notevolmente alla posizione della Chiesa cattolica come parte naturale della società danese. Aperto alle iniziative ecumeniche, ebbe cura che gran parte degli inni danesi fossero inclusi nella nuova edizione del Messale e degli inni del 1944. Come primo vescovo cattolico danese dai tempi della Riforma protestante, monsignor Suhr ebbe speciali opportunità di affermarsi in pubblico, in virtù anche del suo aspetto signorile e arguto. Durante il suo episcopato continuò il graduale ampliamento delle strutture parrocchiali. Diversi ordini religiosi iniziarono a operare nel paese.
Il 29 aprile 1953 papa Pio XII elevò il vicariato apostolico a diocesi e lo nominò suo primo vescovo. Fu membro della Commissione preparatoria del Concilio Vaticano II e primo presidente della Conferenza episcopale della Scandinavia.
Il 6 ottobre 1964 papa Paolo VI accettò la sua rinuncia al governo pastorale della diocesi per motivi di salute e lo nominò vescovo titolare di Apisa Maggiore. Il 16 giugno 1976 rinunciò al titolo ai sensi della nuova pratica stabilita per i prelati in pensione e assunse il titolo di vescovo emerito.
Nonostante abbia rassegnato le dimissioni dal suo ufficio per motivi di salute, monsignor Suhr visse fino alla veneranda età di 101 anni, infatti morì ad Aabenraa il 10 marzo 1997. Era l'ultimo vescovo ancora in vita nato nel XIX secolo. Le esequie si tennero il 15 marzo alle ore 11 nella cattedrale di Sant'Ansgario a Copenaghen e videro la partecipazione del nunzio apostolico Giovanni Ceirano e dei vescovi Hans Ludvig Martensen, Czeslaw Kozon, Joannes Baptist Matthijs Gijsen, Hans-Reinhard Koch, Norbert Werbs e Hubert Brandenburg. È sepolto nel cimitero cattolico di Copenaghen.

## Genealogia episcopale e successione apostolica
La genealogia episcopale è:
- Cardinale Scipione Rebiba
- Cardinale Giulio Antonio Santori
- Cardinale Girolamo Bernerio, O.P.
- Arcivescovo Galeazzo Sanvitale
- Cardinale Ludovico Ludovisi
- Cardinale Luigi Caetani
- Cardinale Ulderico Carpegna
- Cardinale Paluzzo Paluzzi Altieri degli Albertoni
- Papa Benedetto XIII
- Papa Benedetto XIV
- Papa Clemente XIII
- Cardinale Marcantonio Colonna
- Cardinale Giacinto Sigismondo Gerdil, B.
- Cardinale Giulio Maria della Somaglia
- Cardinale Carlo Odescalchi, S.I.
- Cardinale Costantino Patrizi Naro
- Cardinale Serafino Vannutelli
- Cardinale Domenico Serafini, Cong. Subl. O.S.B.
- Cardinale Pietro Fumasoni Biondi
- Vescovo Johannes Theodor Suhr, O.S.B.

La successione apostolica è:
- Vescovo Hans Ludvig Martensen, S.I. (1965)